# Focke-Wulf Fw 191
Focke-Wulf Fw 191 — прототип бомбардувальника Люфтваффе періоду Другої світової війни.

## Історія
Імперське міністерство авіації оголосило 1939 конкурс на будівництво середнього бомбардувальника з герметичною кабіною, який повинен був нести 2000 кг бомбового навантаження з бойовим радіусом 1800 км при висоті 7000 м і швидкості 600 км/год. Це дозволяло бомбардувати цілі у Великій Британії з баз у Франції, Норвегії. У конкурсі взяли участь компанії Arado Flugzeugwerke (Arado E.340), Dornier (Dornier Do 317), Junkers (Junkers Ju 288).
Спочатку планували використовувати 24-циліндровий мотор Daimler-Benz DB 604 потужністю 2500 к.с., який пропонували замінити мотором рівної потужності Junkers Jumo 222. У прототипах використали мотори BMW 801 потужністю 1750 к.с. Через недостатню потужність моторів виникли проблеми з досягненням заданих параметрів, тому 1942 збудували лише прототипи V1, V2. Прототип V6 отримав мотори Jumo-222.
П'ять членів екіпажу сиділи в передній герметичній кабіні. Під кабіною, по бортах було встановлено 15,1-мм кулемети MG 151. На моторних гондолах містились 7,92-мм кулемети MG 81. У бомбовому відсіці, на зовнішніх підвісках можна було перевозити до 4000 кг навантаження. Випробовування літака припинили наприкінці 1943. Розглядалась модифікація з 4 моторами.

## Джерела

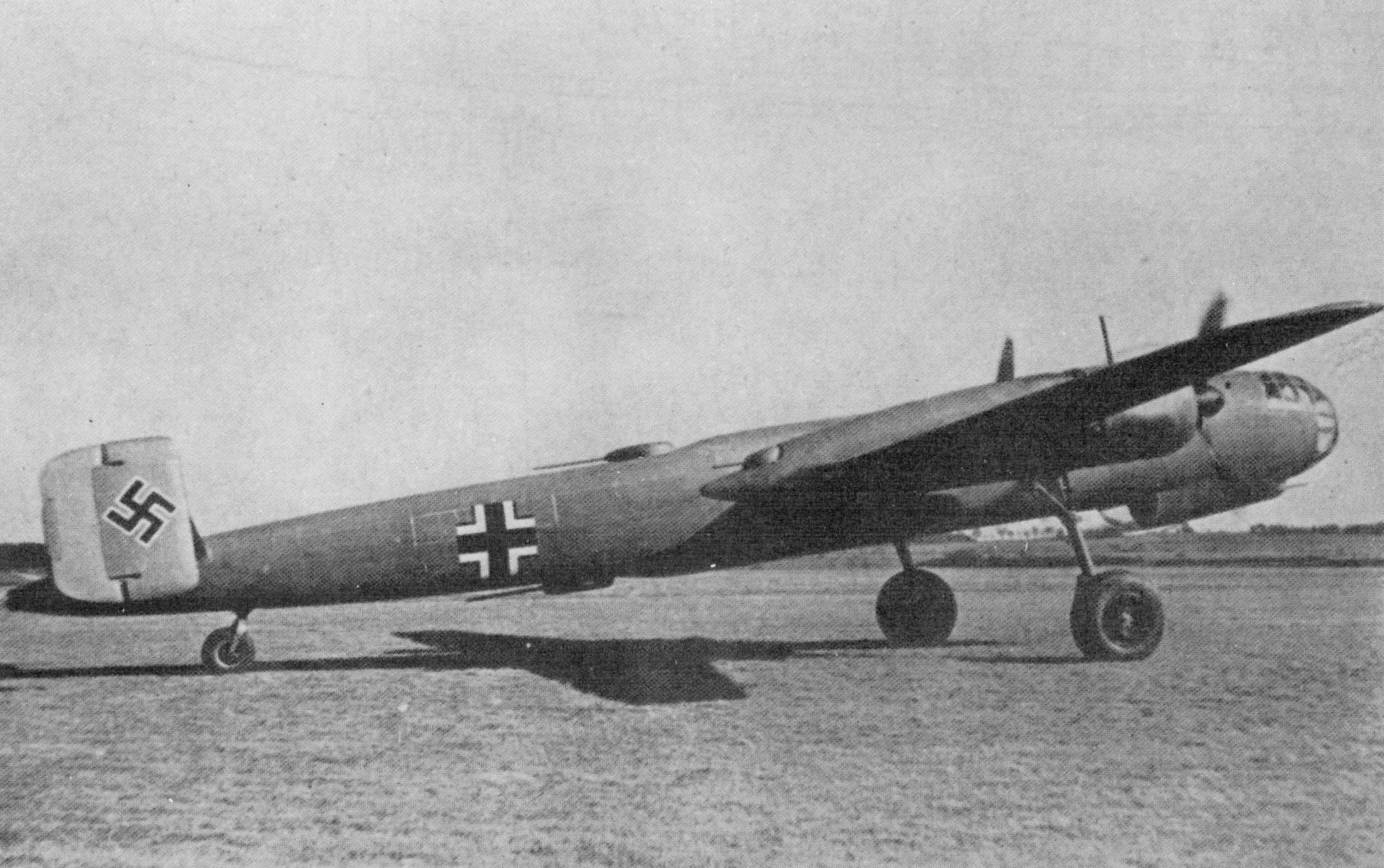
Focke-Wulf Fw 191